# Патријарашки егзархат западне Европе
Патријарашки егзархат западне Европе (рус. Патриарший экзархат Западной Европе, фр. l'Exarchat patriarcal en Europe occidentale) органски је дио Руске православне цркве.

## Историја
Патријарашки егзархат западне Европе је образован одлуком Светог синода Руске православне цркве од 28. децембра 2018. првобитно под називом Патријарашки егзархат у западној Европи (рус. Патриарший экзархат в Западной Европе). Покривао је 13 западноевропских држава (Андора, Белгија, Ирска, Италија, Лихтенштајн, Луксембург, Монако, Португалија, Уједињено Краљевство, Француска, Холандија, Швајцарска и Шпанија).
Одлуком Светог синода Руске православне цркве од 26. фебруара 2019. територија Патријарашког егзархата је проширена и на Малту и Сан Марино тако да покрива укупно 15 западноевропских држава. Поред егзарха установљени су Синод и Црквени суд.

## Устројство
На челу Патријарашког егзархата се налази митрополит корсунски и западноевропски и патријарашки егзарх западне Европе који је и епархијски архијереј Корсунске епархије. Бира га Свети синод Руске православне цркве, а поставља се патријарашким указом. Егзарх је предсједник Синода Патријарашког егзархата.
Основни црквеноправни акт егзархата је Унутрашња уредба о Патријарашком егзархату западне Европе.
Синод Патријарашког егзархата је највиша црквена власт. Синодски чланови су епархијски архијереји под предсједништвом егзарха. Црквени суд Патријарашког егзархата је другостепени суд за епархијске судове док су највиша судска власт Високи општецрквени суд и Архијерејски сабор Руске православне цркве.
Патријарашки егзархат западне Европе има укупно 5 епархија (Бриселску, Корсунску, Сурошку, Хашку и Шпанско-португалску), а у његовом саставу се налазе и Патријарашке парохије у Италији. Сједиште егзархата се налази у Паризу.